# Visual Concepts
Visual Concepts is een Amerikaans computerspelontwikkelaar gevestigd in Novato, Californië. Het bedrijf werd in 1988 opgericht en is bekend van het ontwikkelen van sportspellen.
In 2000 werd de ontwikkelaar na enkele jaren van onderhandelingen overgenomen door Sega, om als first-party ontwikkelaar spellen voor de Dreamcast te ontwikkelen. Na vijf jaar werd Visual Concepts overgenomen door Take-Two Interactive. Tegelijkertijd met deze overname werd de Take-Two uitgeverijdivisie 2K Sports opgericht, waaronder Visual Concepts zou gaan vallen.
Naast het hoofdkantoor in Californië heeft Visual Concepts ook divisies in China en Zuid-Korea.

## Ontwikkelde spellen
| Release                                   | Titel | Platform                                                                                |
| ----------------------------------------- | ----- | --------------------------------------------------------------------------------------- |
| Task Force                                | 1990  | Apple IIgs                                                                              |
| Star Trek: 25th Anniversary               | 1992  | Game Boy                                                                                |
| Desert Strike: Return to the Gulf         | 1993  | Super Nintendo Entertainment System                                                     |
| Taz-Mania                                 | 1993  | Super Nintendo Entertainment System                                                     |
| Madden NFL '94                            | 1993  | Super Nintendo Entertainment System                                                     |
| We're Back! A Dinosaur's Story            | 1993  | Super Nintendo Entertainment System                                                     |
| ClayFighter                               | 1993  | Super Nintendo Entertainment System                                                     |
| Bill Walsh College Football               | 1994  | Super Nintendo Entertainment System                                                     |
| Spot: The Cool Adventure                  | 1994  | Game Boy                                                                                |
| Claymates                                 | 1994  | Super Nintendo Entertainment System                                                     |
| MLBPA Baseball                            | 1994  | Super Nintendo Entertainment System                                                     |
| ClayFighter: Tournament Edition           | 1994  | Super Nintendo Entertainment System                                                     |
| Lester the Unlikely                       | 1994  | Super Nintendo Entertainment System                                                     |
| Harley's Humongous Adventure              | 1994  | Super Nintendo Entertainment System                                                     |
| Madden NFL 95                             | 1994  | Super Nintendo Entertainment System                                                     |
| NHL 95                                    | 1994  | Super Nintendo Entertainment System                                                     |
| Weaponlord                                | 1995  | Genesis, Super Nintendo Entertainment System                                            |
| Toughman Contest                          | 1995  | Genesis                                                                                 |
| Viewpoint                                 | 1996  | PlayStation                                                                             |
| NHL 97                                    | 1996  | PlayStation, Saturn                                                                     |
| NBA Action 98                             | 1997  | Saturn                                                                                  |
| NBA Fastbreak '98                         | 1997  | PlayStation                                                                             |
| One                                       | 1999  | PlayStation                                                                             |
| NBA 2K                                    | 2000  | Dreamcast                                                                               |
| NFL 2K                                    | 2000  | Dreamcast                                                                               |
| NBA 2K1                                   | 2001  | Dreamcast                                                                               |
| NFL 2K1                                   | 2001  | Dreamcast                                                                               |
| NCAA College Football                     | 2001  | Dreamcast                                                                               |
| Ooga Booga                                | 2001  | Dreamcast                                                                               |
| NFL 2K2                                   | 2001  | Dreamcast, PlayStation 2, Xbox                                                          |
| Floigan Bros. Episode 1                   | 2001  | Dreamcast                                                                               |
| NBA 2K2                                   | 2002  | Dreamcast, GameCube, PlayStation 2, Xbox                                                |
| NBA 2K3                                   | 2003  | GameCube, PlayStation 2, Xbox                                                           |
| NFL 2K3                                   | 2003  | PlayStation 2, Xbox                                                                     |
| ESPN College Hoops                        | 2003  | PlayStation 2, Xbox                                                                     |
| ESPN NBA Basketball                       | 2003  | PlayStation 2, Xbox                                                                     |
| ESPN NFL Football                         | 2003  | PlayStation 2, Xbox                                                                     |
| ESPN NFL 2K5                              | 2004  | PlayStation 2, Xbox                                                                     |
| ESPN NBA 2K5                              | 2004  | PlayStation 2, Xbox                                                                     |
| ESPN College Hoops 2K5                    | 2004  | PlayStation 2, Xbox                                                                     |
| NBA 2K6                                   | 2005  | PlayStation 2, Xbox, Xbox 360                                                           |
| Major League Baseball 2K6                 | 2006  | PlayStation Portable                                                                    |
| NBA 2K7                                   | 2006  | PlayStation 2, PlayStation 3, Xbox, Xbox 360                                            |
| College Hoops 2K7                         | 2006  | PlayStation 2                                                                           |
| Major League Baseball 2K7                 | 2007  | PlayStation Portable                                                                    |
| Fantastic Four: Rise of the Silver Surfer | 2007  | PlayStation 3, Xbox 360                                                                 |
| All-Pro Football 2K8                      | 2007  | PlayStation 3, Xbox 360                                                                 |
| NBA 2K8                                   | 2007  | PlayStation 2, PlayStation 3, Xbox 360                                                  |
| College Hoops 2K8                         | 2007  | PlayStation 2, PlayStation 3, Xbox 360                                                  |
| NHL 2K9                                   | 2008  | PlayStation 2, PlayStation 3, Wii, Xbox 360                                             |
| NBA 2K9                                   | 2008  | PlayStation 2, PlayStation 3, Windows, Xbox 360                                         |
| NBA 2K10: Draft Combine                   | 2009  | PlayStation 3, Xbox 360                                                                 |
| NBA 2K10                                  | 2009  | PlayStation 2, PlayStation 3, PlayStation Portable, Wii, Windows, Xbox 360              |
| Major League Baseball 2K10                | 2010  | Nintendo DS, PlayStation 2, PlayStation 3, PlayStation Portable, Wii, Windows, Xbox 360 |
| NHL 2K11                                  | 2010  | iOS, PlayStation 2, PlayStation 3, PlayStation Portable, Wii, Windows, Xbox 360         |
| Major League Baseball 2K11                | 2011  | Nintendo DS, PlayStation 2, PlayStation 3, PlayStation Portable, Wii, Windows, Xbox 360 |
| NBA 2K12                                  | 2011  | PlayStation 2, PlayStation 3, PlayStation Portable, Wii, Windows, Xbox 360              |
| Major League Baseball 2K13                | 2012  | PlayStation 3, Xbox 360                                                                 |
| NBA 2K13                                  | 2012  | Android, iOS, PlayStation 3, PlayStation 4, PlayStation Portable, Wii, Wii U, Xbox 360  |
| NBA 2K14                                  | 2013  | PlayStation 3, PlayStation 4, Windows, Xbox 360, Xbox One                               |
| WWE 2K14                                  | 2013  | PlayStation 3, Xbox 360                                                                 |
| WWE 2K15                                  | 2014  | Android, iOS, PlayStation 3, PlayStation 4, Windows, Xbox 360, Xbox One                 |
| NBA 2K15                                  | 2014  | PlayStation 3, PlayStation 4, Windows, Xbox 360, Xbox One                               |
| NBA 2K16                                  | 2015  | PlayStation 3, PlayStation 4, Windows, Xbox 360, Xbox One                               |
| WWE 2K16                                  | 2015  | PlayStation 3, PlayStation 4, Windows, Xbox 360, Xbox One                               |
| NBA 2K17                                  | 2016  | PlayStation 3, PlayStation 4, Windows, Xbox 360, Xbox One                               |
| WWE 2K17                                  | 2016  | PlayStation 3, PlayStation 4, Windows, Xbox 360, Xbox One                               |
| NBA 2K18                                  | 2017  | PlayStation 3, PlayStation 4, Windows, Xbox 360, Xbox One,Nintendo Switch               |
| WWE 2K18                                  | 2017  | PlayStation 4, Windows, Xbox One,Nintendo Switch                                        |